# Anna Pak Agi
Anna Pak Agi (1782 - 24 de mayo de 1839) fue una mujer católica de Corea del Sur, integrante del grupo de los 103 mártires coreanos. Fue canonizada y su fiesta particular se celebra el 24 de mayo, aunque también se le celebra en conjunto con los otros mártires el 20 de septiembre. Fue canonizada por el papa Juan Pablo II el 6 de mayo de 1984.